# Drenoc (Pristina)
Drenoc (albanisch auch Drenoci oder Dren, serbisch Дреновац Drenovac) ist ein Dorf in der Gemeinde Pristina im Kosovo.

## Geographie
Drenoc liegt vierzehn Kilometer nördlich der Stadt Pristina, nahe der Grenze zur Nachbargemeinde Obiliq. Gleich südlich von Drenoc verläuft der Fluss Llap. Benachbarte Ortschaften sind im Norden Barileva und im Süden Prugoc am anderen Ufer des Llap. Eine Brücke verbindet den Ort mit Prugoc.
Die Straßen von Pristina nach Vushtrria und nach Podujeva sind beide rund fünf Kilometer entfernt.

## Bevölkerung

### Ethnien
Gemäß Volkszählung 2011 hat Drenoc 590 Einwohner und davon sind alle (100 %) Albaner.

### Religion
Von den 590 Einwohnern gehören laut Zensus 2011 alle der islamischen Konfession an.
| Volkszählung | 1948 | 1953 | 1961 | 1971 | 1981 | 1991 | 2011 |
| ------------ | ---- | ---- | ---- | ---- | ---- | ---- | ---- |
| Einwohner    | 250  | 289  | 307  | 371  | 480  | 513  | 590  |